# Moon So-ri
Moon So-ri (en Hangul: 문소리; Busan, 2 de juliol de 1974), és una actriu Sud-coreana. És coneguda pels seus papers protagonistes a Oasis (2002) i Baramnan gajok (2003).

## Carrera
Després de graduar-se a la Universitat Sungkyunkwan en Educació, Moon So-ri va formar part del grup de teatre Hangang ("Riu Han") de 1995 a 1997, i va debutar en l'obra Classroom Idea  (ella a més va col·laborar en la seva creació). Va aparèixer en obres i curtmetratges com Black Cut i To the Spring Mountain abans de fer-se famosa com a actriu principal. El seu primer paper en una pel·lícula va ser a l'aclamada cinta de Lee Chang-dong  Peppermint Candy, de totes maneres, no va ser fins a la seva segona pel·lícula, Oasi quan es va veure el seu gran talent per a la interpretació, dirigida també per Lee Chang-dong. La seva poderosa interpretació d'una dona amb paràlisi cerebral va ser fruit de nombrosos elogis i va guanyar el Premi Marcello Mastroianni a Millor Actriu Revelació en el 2002 en el Festival de Cinema de Venècia (Moon és la segona sud-coreana a guanyar un premi en aquest festival). També va guanyar el de Millor Actriu en el Festival de Cinema Internacional de Seattle.
Al següent any va tornar a guanyar fama pel seu paper protagonista en la pel·lícula La dona de l'advocat.Aquest paper era radicalment diferent al que va interpretar en Oasi. En aquesta pel·lícula va interpretar a una dona tancada en un matrimoni decadent que comença a tenir una aventura amb un adolescent. Aquesta pel·lícula també va estar en el Festival de Cinema de Venècia i el seu paper li va valer més tard per guanyar el premi a Millor Actriu  del Festival Internacional de Cinema d'Estocolm. Similar al cas amb Oasi, li van donar una gran quantitat de premis a Millor Actriu en cerimònies al seu país natal.
Moon So-ri també va aparèixer el 2004  juntament amb  Song Kang-ho en Hyojadong ibalsa (The President's Barber), una pel·lícula que il·lustra 20 anys de la història coreana moderna a través dels ulls del barber personal del dictador Park Chung-hee. El 2005 va aparèixer en Sa-kwa (Sorry Apple), en la qual té un paper més important. Aquesta obra és un drama introspectiu sobre una dona que viu una relació nova després de ser abandonada pel seu nòvio anterior amb el qual va tenir una llarga relació. També el 2005, a Bravo, My Life! va tornar a interpretar un paper en una pel·lícula ambientada a finals dels 70 i principis dels 80, un drama familiar crític amb l'agitació política d'aquell temps.
El 2006, va interpretar a una professora promíscua en Bewitching Attraction, i va tenir un paper a Family Ties  (pel·lícula per la qual va compartir el premi a Millor Actriu amb tres actrius del repartiment en el Festival Internacional de Cine de Salónica de 2006, on la seva pel·lícula també va guanyar el premi a Millor Fotografia i Millor Guió). Moon va protagonitzar la seva primera sèrie televisiva en  2007, en el drama històric de fantasia The Legend  Després va narrar My Heart Is Not Broken Yet , un documental sobre Song Sin-do i la seva demanda legal (que va durar una dècada) contra el govern japonès en la qual reclamava una disculpa oficial sobre el tema de les  dones de consol que va utilitzar l'Exèrcit Imperial Japonès, durant la seva ocupació de Corea, com a esclaves sexuals.   
Després va participar en una pel·lícula amb temàtica esportiva Forever The Moment (2008), i en una altra sobre els drets humans titulada  Fly, Penguin en 2009.
Per promocionar el 2009 Green Film Festival en Seoul, Kim Tae-yong va dirigir a Moon en el curt Take Action, Now or Never! sobre pràctiques ecològiques . Va participar també en el curt de  Baik Hyun-jhin's The End.
Després d'aparèixer en A Little Pond el 2010 Moon es va unir al repartiment de la pel·lícula de Hong Sang-soo, Ha Ha Ha. Ha Ha Ha va guanyar el màxim premi en la secció Un Certain Regard del Festival Internacional de Cinema de Canes de 2010.
Havent-hi sempre expressat un desig de tornar a les seves arrels en el teatre, va participar el 2006 en Sulpun Yonguk i una altra vegada en la producció coreana de The Pitmen Painters en 2010.
Va ser actriu de doblatge a la pel·lícula Leafie, A Hen into the Wild, labor per la qual va ser àmpliament elogiada. El 2011 es va convertir en la pel·lícula d'animació coreana més reeixida de l'era moderna amb 2 milions d'entrades venudes. En aquest any Moon So-ri va començar en la Facultat d'Arts de la Universitat Konkuk com a professora d'Estudis de Cinema.
El 2012, va treballar una altra vegada amb Hong Sang-soo a In Another Country, protagonitzada per l'actriu francesa Isabelle Huppert, de qui Moon és una fidel seguidora.
Moon So-ri es va atrevir més tard a unir-se al repartiment del thriller de temàtica criminal An Ethics Lesson amb el director novell Park Myung-rang. Després va tornar a treballar amb Sol Kyung-gu (protagonista en Oasi juntament amb ella) en la comèdia d'espies The Spy: Undercover Operation.
El 2014 va participar a Venus Talk, una pel·lícula sobre la vida romàntica i sexual de tres dones en els seus quaranta anys. Va aparèixer també en la fantasia-documental de Park Chan-kyong Manshin: Ten Thousand Spirits.
A televisió va ser co-presentadora d'un talk xou, Magic Eye 
Va fer el seu debut com a directora amb The Actress, un curt en el qual ella mateixa fa de protagonista. La trama del qual és la història d'una noia que es reuneix amb un grup de coneguts per beure, tots homes, que després d'excedir-se amb l'alcohol  comencen a parlar i posen de manifest els seus prejudicis contra ella Es va estrenar en la dinovena edició del Festival Internacional de Cinema de Busan, que va presentar al costat de Ken Watanabe.
El 2015, Moon es va convertir en la primera actriu coreana convidada com a membre de jurat del Festival Internacional de Cinema de Lorcano; el director artístic del festival,  Carlo Chatrian va lloar les seves "eleccions valentes (a l'hora de seleccionar projectes)" i va anomena l'actriu "joia de la indústria del cinema coreà"

## Vida personal
Segons Moon So-ri, el seu pare era molt estricte, així que a ella mai li va deixar anar al teatre, però  li va forçar a llegir obres literàries clàssiques i a tocar música clàssica (coneix bé el pansori, el violí i el gayageum). No obstant això després de veure interpretacions d'actrius professionals es va interessar per fer carrera com a actriu.
El  24 de desembre de 2006 So-ri es va casar amb Jang Joon-hwan, director de la pel·lícula de culte Save the Green Planet!. Els dos van ser alumnes de la Universitat Sungkyunkwan on es van conèixer l'any 2003. Després de sofrir un avortament natural el 2010, Moon So-ri va donar a llum a la seva filla el 4 d'agost de 2011.

## Filmografia

### Pel·lícules
- Agasshi (2016)
- Love and... (2015)
- Phantoms of the Archive (curt, 2014)
- The Actress (curt, 2014) (directora també)
- Hill of Freedom (2014)
- Manshin: Ten Thousand Spirits (2014)
- Venus Talk (2014)
- The Spy: Undercover Operation (2013)
- An Ethics Lesson (2013)
- A un altre país (2012)
- Ari Ari the Korean Cinema (documental, 2011)
- Leafie, A Hen into the Wild (animació, 2011)
- The Housemaid (2010) (cameo)
- Ha Ha Ha (2010)
- A Little Pond (2010)
- The End (curt, 2009)
- Fly, Penguin (2009)
- Take Action, Now or Never! (curt, 2009)
- Like You Know It All (2009) (cameo de veu)
- Forever the Moment (2008)
- My Heart Is Not Broken Yet (documental, 2007) (narrador)
- Family Ties (2006)
- Bewitching Attraction (2006)
- The Nine Lives of Korean Cinema (documental, 2005)
- Sa-kwa (2005)
- Bravo, My Life! (2005)
- El barber del president(2004)
- La dona de l'advocat  (2003)
- Oasi (2002)
- To the Spring Mountain (curt, 2001)
- Peppermint Candy (2000)
- Black Cut (curt, 2000)

### Sèries televisives
- "Haneuljae's Murder" (MBC, 2013)
- My Life's Golden Age (MBC, 2008-2009)
- The Legend (MBC, 2007)

### Presentadora d'un talk xou
- Magic Eye (SBS, 2014)

## Teatre
- The Pitmen Painters (2010)
- The Weir (2006)
- Sad Play (2006)

## Premis
- 2010 Buil Film Awards - Millor Actriu (Ha Ha Ha)
- 2008 MBC Drama Awards - Excellence Award, Actriu (My Life's Golden Age)
- 2006 Thessaloniki Film Festival - Millor Actriu (Family Ties)
- 2004 Max Movie Awards - Millor Actriu (A Good Lawyer's Wife)
- 2004 Grand Bell Awards - Millor Actriu (A Good Lawyer's Wife)
- 2003 Women in Film Korea Awards - Millor Actriu (A Good Lawyer's Wife)
- 2003 Korean Film Awards - Millor Actriu (A Good Lawyer's Wife)
- 2003 Chunsa Film Art Awards - Millor Actriu (A Good Lawyer's Wife)
- 2003 Busan Film Critics Awards - Millor Actriu (A Good Lawyer's Wife)
- 2003 Stockholm International Film Festival - Millor Actriu (A Good Lawyer's Wife)
- 2003 Seattle International Film Festival - Millor Actriu (Oasi)
- 2002 Ministeri de Cultura, Esport i Turisme sud-coreà: Ordre Okgwan al Mèrit Cultural
- 2002 Director's Cut Awards - Millor Actriu Revelació(Oasi)
- 2002 Korean Film Awards - Millor Actriu (Oasi)
- 2002 Korean Film Awards - Millor Actriu Revelació(Oasi)
- 2002 Korean Association of Film Critics Awards - Millor Actriu (Oasi)
- 2002 Chunsa Film Art Awards - Millor Actriu (Oasi)
- 2002 Blue Dragon Film Awards - Millor Actriu Revelació(Oasi)
- 2002 Venice Film Festival – Premio Marcello Mastroianni a Millor Actriu Revelació(Oasi)